# Neaxestis rhoda
Neaxestis rhoda är en fjärilsart som beskrevs av George Francis Hampson 1905. Neaxestis rhoda ingår i släktet Neaxestis och familjen trågspinnare. Inga underarter finns listade i Catalogue of Life.